# Villemur
Villemur é uma comuna francesa na região administrativa de Occitânia, no departamento dos Altos Pirenéus. Estende-se por uma área de 3,71 km². Em 2010 a comuna tinha 62 habitantes (densidade: 16,7 hab./km²).